# Volleyball World Beach Pro Tour 2024 der Frauen
Die Volleyball World Beach Pro Tour 2024 der Frauen bestand aus 49 Beachvolleyball-Turnieren. Zehn Turniere gehörten in die Kategorie „Elite16“, acht Turniere in die Kategorie „Challenge“ und 31 Turniere in die niederklassige Kategorie „Futures“. Hinzu kamen noch „The Finals“ in Doha. Die Turniere vor dem 10. Juni 2024 wurden für die Qualifikation für die Olympischen Spiele 2024 in Paris berücksichtigt.

## Turniere

### Übersicht
Die folgende Tabelle zeigt alle Frauen-Turniere (außer Futures) der Volleyball World Beach Pro Tour 2024.
| Austragungsort | Land                | Kategorie  | Datum                             |
| -------------- | ------------------- | ---------- | --------------------------------- |
| Doha           | Katar               | Elite16    | 5. bis 9. März 2024               |
| Recife         | Brasilien           | Challenge  | 21. bis 24. März 2024             |
| Saquarema      | Brasilien           | Challenge  | 28. bis 31. März 2024             |
| Guadalajara    | Mexiko              | Challenge  | 11. bis 14. April 2024            |
| Tepic          | Mexiko              | Elite16    | 17. bis 21. April 2024            |
| Xiamen         | Volksrepublik China | Challenge  | 25. bis 28. April 2024            |
| Brasília       | Brasilien           | Elite16    | 1. bis 5. Mai 2024                |
| Espinho        | Portugal            | Elite16    | 22. bis 26. Mai 2024              |
| Stare Jabłonki | Polen               | Challenge  | 30. Mai bis 2. Juni 2024          |
| Ostrava        | Tschechien          | Elite16    | 5. bis 9. Juni 2024               |
| Gstaad         | Schweiz             | Elite16    | 3. bis 7. Juli 2024               |
| Wien           | Österreich          | Elite16    | 9. bis 13. Juli 2024              |
| Hamburg        | Deutschland         | Elite16    | 21. bis 25. August 2024           |
| João Pessoa    | Brasilien           | Elite16    | 16. bis 20. Oktober 2024          |
| Rio de Janeiro | Brasilien           | Elite16    | 6. bis 10. November 2024          |
| Haikou         | Volksrepublik China | Challenge  | 13. bis 17. November 2024         |
| Chennai        | Indien              | Challenge  | 21. bis 24. November 2024         |
| Nuvali         | Philippinen         | Challenge  | 28. November bis 1. Dezember 2024 |
| Doha           | Katar               | The Finals | 4. bis 7. Dezember 2024           |

### Doha
Elite16, 5. bis 9. März 2024
| Platz | Team                                       |
| ----- | ------------------------------------------ |
| 1     | Bárbara Seixas / Carol Solberg             |
| 2     | Melissa Humana-Paredes / Brandie Wilkerson |
| 3     | Sara Hughes / Kelly Cheng                  |
| 4     | Tīna Graudiņa / Anastasija Samoilova       |
| 5     | Duda Lisboa / Ana Patrícia Ramos           |
| 5     | Laura Ludwig / Louisa Lippmann             |
| 5     | Marta Menegatti / Valentina Gottardi       |
| 5     | Nina Brunner / Tanja Hüberli               |

### Recife
Challenge, 21. bis 24. März 2024
| Platz | Team                                 |
| ----- | ------------------------------------ |
| 1     | Tīna Graudiņa / Anastasija Samoilova |
| 2     | Heather Bansley / Sophie Bukovec     |
| 3     | Ainė Raupelytė / Monika Paulikienė   |
| 4     | Karla Borger / Sandra Ittlinger      |
| 5     | Dorina Klinger / Ronja Klinger       |
| 5     | Tainá Silva / Victória Lopes         |
| 5     | Liliana Fernández / Paula Soria      |
| 5     | Esmée Böbner / Zoé Vergé-Dépré       |

### Saquarema
Challenge, 28. bis 31. März 2024
| Platz | Team                                |
| ----- | ----------------------------------- |
| 1     | Xue Chen / Xia Xinyi                |
| 2     | Laura Ludwig / Louisa Lippmann      |
| 3     | Taiana Lima / Talita Antunes        |
| 4     | Hegeile Almeida / Vitória Rodrigues |
| 5     | Heather Bansley / Sophie Bukovec    |
| 5     | Daniela Álvarez / Tania Moreno      |
| 5     | Liliana Fernández / Paula Soria     |
| 5     | Anouk Vergé-Dépré / Joana Mäder     |

### Guadalajara
Challenge, 11. bis 14. April 2024
| Platz | Team                                   |
| ----- | -------------------------------------- |
| 1     | Esmée Böbner / Zoé Vergé-Dépré         |
| 2     | Ágatha Bednarczuk / Rebecca Cavalcanti |
| 3     | Heather Bansley / Sophie Bukovec       |
| 4     | Karla Borger / Sandra Ittlinger        |
| 5     | Daniela Álvarez / Tania Moreno         |
| 5     | Liliana Fernández / Paula Soria        |
| 5     | Taru Lahti / Niina Ahtiainen           |
| 5     | Ainė Raupelytė / Monika Paulikienė     |

### Tepic
Elite16, 17. bis 21. April 2024
| Platz | Team                                       |
| ----- | ------------------------------------------ |
| 1     | Nina Brunner / Tanja Hüberli               |
| 2     | Raïsa Schoon / Katja Stam                  |
| 3     | Bárbara Seixas / Carol Solberg             |
| 4     | Marta Menegatti / Valentina Gottardi       |
| 5     | Tainá Silva / Victória Lopes               |
| 5     | Melissa Humana-Paredes / Brandie Wilkerson |
| 5     | Karla Borger / Sandra Ittlinger            |
| 5     | Cinja Tillmann / Svenja Müller             |

### Xiamen
Challenge, 25. bis 28. April 2024
| Platz | Team                               |
| ----- | ---------------------------------- |
| 1     | Karla Borger / Sandra Ittlinger    |
| 2     | Anouk Vergé-Dépré / Joana Mäder    |
| 3     | Daniela Álvarez / Tania Moreno     |
| 4     | Ainė Raupelytė / Monika Paulikienė |
| 5     | Lézana Placette / Alexia Richard   |
| 5     | Dorina Klinger / Ronja Klinger     |
| 5     | Liliana Fernández / Paula Soria    |
| 5     | Laura Ludwig / Louisa Lippmann     |

### Brasília
Elite16, 1. bis 5. Mai 2024
| Platz | Team                                   |
| ----- | -------------------------------------- |
| 1     | Duda Lisboa / Ana Patrícia Ramos       |
| 2     | Taryn Kloth / Kristen Nuss             |
| 3     | Esmée Böbner / Zoé Vergé-Dépré         |
| 4     | Raïsa Schoon / Katja Stam              |
| 5     | Ágatha Bednarczuk / Rebecca Cavalcanti |
| 5     | Bárbara Seixas / Carol Solberg         |
| 5     | Xue Chen / Xia Xinyi                   |
| 5     | Sara Hughes / Kelly Cheng              |

### Espinho
Elite16, 22. bis 26. Mai 2024
| Platz | Team                                 |
| ----- | ------------------------------------ |
| 1     | Taryn Kloth / Kristen Nuss           |
| 2     | Nina Brunner / Tanja Hüberli         |
| 3     | Raïsa Schoon / Katja Stam            |
| 4     | Daniela Álvarez / Tania Moreno       |
| 5     | Duda Lisboa / Ana Patrícia Ramos     |
| 5     | Xue Chen / Xia Xinyi                 |
| 5     | Cinja Tillmann / Svenja Müller       |
| 5     | Tīna Graudiņa / Anastasija Samoilova |

### Stare Jabłonki
Challenge, 30. Mai bis 2. Juni 2024
| Platz | Team                                       |
| ----- | ------------------------------------------ |
| 1     | Xue Chen / Xia Xinyi                       |
| 2     | Tīna Graudiņa / Anastasija Samoilova       |
| 3     | Liliana Fernández / Paula Soria            |
| 4     | Heather Bansley / Sophie Bukovec           |
| 5     | Mariafe Artacho del Solar / Taliqua Clancy |
| 5     | Dorina Klinger / Ronja Klinger             |
| 5     | Hegeile Almeida / Vitória Rodrigues        |
| 5     | Walentyna Dawidowa / Anhelina Chmil        |

### Ostrava
Elite16, 5. bis 9. Juni 2024
| Platz | Team                                       |
| ----- | ------------------------------------------ |
| 1     | Sara Hughes / Kelly Cheng                  |
| 2     | Melissa Humana-Paredes / Brandie Wilkerson |
| 3     | Tīna Graudiņa / Anastasija Samoilova       |
| 4     | Duda Lisboa / Ana Patrícia Ramos           |
| 5     | Bárbara Seixas / Carol Solberg             |
| 5     | Cinja Tillmann / Svenja Müller             |
| 5     | Marta Menegatti / Valentina Gottardi       |
| 5     | Nina Brunner / Tanja Hüberli               |

### Gstaad
Elite16, 3. bis 7. Juli 2024
| Platz | Team                                       |
| ----- | ------------------------------------------ |
| 1     | Taryn Kloth / Kristen Nuss                 |
| 2     | Terese Cannon / Megan Kraft                |
| 3     | Tīna Graudiņa / Anastasija Samoilova       |
| 4     | Ágatha Bednarczuk / Rebecca Cavalcanti     |
| 5     | Melissa Humana-Paredes / Brandie Wilkerson |
| 5     | Marta Menegatti / Valentina Gottardi       |
| 5     | Raïsa Schoon / Katja Stam                  |
| 5     | Esmée Böbner / Zoé Vergé-Dépré             |

### Wien
Elite16, 9. bis 13. Juli 2024
| Platz | Team                                       |
| ----- | ------------------------------------------ |
| 1     | Cinja Tillmann / Svenja Müller             |
| 2     | Anouk Vergé-Dépré / Joana Mäder            |
| 3     | Terese Cannon / Megan Kraft                |
| 4     | Ágatha Bednarczuk / Rebecca Cavalcanti     |
| 5     | Mariafe Artacho del Solar / Taliqua Clancy |
| 5     | Dorina Klinger / Ronja Klinger             |
| 5     | Esmée Böbner / Zoé Vergé-Dépré             |
| 5     | Betsi Flint / Julia Scoles                 |

### Hamburg
Elite16, 21. bis 25. August 2024
| Platz | Team                                 |
| ----- | ------------------------------------ |
| 1     | Nina Brunner / Tanja Hüberli         |
| 2     | Cinja Tillmann / Svenja Müller       |
| 3     | Thamela Coradello / Victória Lopes   |
| 4     | Marta Menegatti / Valentina Gottardi |
| 5     | Laura Ludwig / Louisa Lippmann       |
| 5     | Ainė Raupelytė / Monika Paulikienė   |
| 5     | Raïsa Schoon / Katja Stam            |
| 5     | Anouk Vergé-Dépré / Joana Mäder      |

Mit einem fünften Platz an der Seite von Louisa Lippmann beendete die deutsche Beachvolleyballerin Laura Ludwig in Hamburg ihre internationale Karriere.

### João Pessoa
Elite16, 16. bis 20. Oktober 2024
| Platz | Team                                   |
| ----- | -------------------------------------- |
| 1     | Thamela Coradello / Victória Lopes     |
| 2     | Taiana Lima / Talita Antunes           |
| 3     | Kimberly Hildreth / Teegan Van Gunst   |
| 4     | Lexy Denaburg / Deahna Kraft           |
| 5     | Ágatha Bednarczuk / Rebecca Cavalcanti |
| 5     | Andressa Cavalcanti / Tainá Silva      |
| 5     | Hegeile Almeida / Vitória Rodrigues    |
| 5     | Sandra Ittlinger / Kim van de Velde    |

### Rio de Janeiro
Elite16, 6. bis 10. November 2024
| Platz | Team                                |
| ----- | ----------------------------------- |
| 1     | Bárbara Seixas / Carol Solberg      |
| 2     | Terese Cannon / Megan Kraft         |
| 3     | Thamela Coradello / Victória Lopes  |
| 4     | Sandra Ittlinger / Kim van de Velde |
| 5     | Dorina Klinger / Ronja Klinger      |
| 5     | Taiana Lima / Talita Antunes        |
| 5     | Hegeile Almeida / Vitória Rodrigues |
| 5     | Valentina Gottardi / Reka Orsi Toth |

### Haikou
Challenge, 13. bis 17. November 2024
| Platz | Team                              |
| ----- | --------------------------------- |
| 1     | Xue Chen / Zeng Jinjin            |
| 2     | Toni Rodriguez / Molly Shaw       |
| 3     | Lézana Placette / Alexia Richard  |
| 4     | Wang Xinxin / Dong Jie            |
| 5     | Wang Jingzhe / Xia Xinyi          |
| 5     | Clémence Vieira / Aline Chamereau |

### Chennai
Challenge, 21. bis 24. November 2024
| Platz | Team                               |
| ----- | ---------------------------------- |
| 1     | Tetjana Lasarenko / Maryna Hladun  |
| 2     | Kylie Deberg / Hailey Harward      |
| 3     | Toni Rodriguez / Molly Shaw        |
| 4     | Ainė Raupelytė / Monika Paulikienė |
| 5     | Taliqua Clancy / Georgia Johnson   |
| 5     | Madelyne Anderson / Brook Bauer    |

### Nuvali
Challenge, 28. November bis 1. Dezember 2024
| Platz | Team                                  |
| ----- | ------------------------------------- |
| 1     | Toni Rodriguez / Molly Shaw           |
| 2     | Brecht Piersma / Noa Sonneville       |
| 3     | Sandra Ittlinger / Kim van de Velde   |
| 4     | Małgorzata Ciężkowska / Urszula Łunio |
| 5     | Andressa Cavalcanti / Tainá Silva     |
| 5     | María Belén Carro / Sofía González    |

### Doha
The Finals, 4. bis 7. Dezember 2024
| Platz | Team                                       |
| ----- | ------------------------------------------ |
| 1     | Taryn Kloth / Kristen Nuss                 |
| 2     | Terese Cannon / Megan Kraft                |
| 3     | Tīna Graudiņa / Anastasija Samoilova       |
| 4     | Xue Chen / Xia Xinyi                       |
| 5     | Cinja Tillmann / Svenja Müller             |
| 5     | Raïsa Schoon / Katja Stam                  |
| 7     | Melissa Humana-Paredes / Brandie Wilkerson |
| 7     | Valentina Gottardi / Reka Orsi Toth        |
| 9     | Ágatha Bednarczuk / Rebecca Cavalcanti     |
| 9     | Daniela Álvarez / Tania Moreno             |

## Auszeichnungen des Jahres 2024
Team Ranking basierend auf den acht besten Resultaten
| FIVB Sieger Team Ranking | Bárbara Seixas / Carol Solberg |